# Pterophorus adamas
Pterophorus adamas is een vlinder uit de familie vedermotten (Pterophoridae). De wetenschappelijke naam van de soort is voor het eerst geldig gepubliceerd in 1895 door Const..